# Radenín
Radenín är en ort i Tjeckien. Den ligger i regionen Södra Böhmen, i den centrala delen av landet, 90 km söder om huvudstaden Prag. Radenín ligger 567 meter över havet och antalet invånare är 448.
Terrängen runt Radenín är huvudsakligen platt, men norrut är den kuperad. Runt Radenín är det ganska glesbefolkat, med 24 invånare per kvadratkilometer. Närmaste större samhälle är Tábor, 14,1 km väster om Radenín. Omgivningarna runt Radenín är en mosaik av jordbruksmark och naturlig växtlighet.